# 頻毘娑羅
頻毘娑羅（Bimbisāra，前558年—前491年），又譯為頻婆娑羅、瓶沙王，摩竭陀國訶黎王朝的第五代國王（公元前544—前491年），王舍城（今印度比哈尔邦的拉志吉尔）的建立者。在位期間，併吞了東面恒河下游的鸯伽國，擴張了摩竭陀國的領土。崇信佛教，是釋迦牟尼的好友與保護者。
统治时期国势强盛，以联姻广泛推行外交联盟政策。据说管辖八万个村镇。各村设村长和村会议，中央则有“八万个村长”参加的大会议和掌管行政事务、司法和军事的机构。刑法包括监禁和断肢等。其子阿闍世王受到提婆達多所勸，發動兵變、篡位，將頻毘娑羅禁錮地牢饿死。佛教傳說中頻毘娑羅在禁錮中悟道，証得阿那含果而入般泥盤。